# Marloes Horst
Pour les articles homonymes, voir Horst (homonymie).
Marloes Horst, née le 8 mars 1989 à Akkrum, un village de l'ancienne commune de Boarnsterhim, province de Frise (Pays-Bas), est un mannequin de nationalité néerlandaise, principalement connue pour son travail avec Victoria's Secret et pour avoir posé dans le calendrier Pirelli en 2010.

## Biographie
Marloes Horst débute dans le mannequinat en défilant à Milan pour Prada en septembre 2008. 
L'année suivante, elle est l'égérie du parfum Rock'n Dreams de Valentino.
Elle apparaît en couverture des magazines Vogue, Harper's Bazaar, L'Officiel, Glamour et Elle. 
Elle est photographiée par Terry Richardson pour le calendrier Pirelli, édition 2010. 
Après avoir posé pour la ligne « Pink » de la marque de lingerie Victoria's Secret, elle pose désormais pour leur gamme principale.
En 2014, elle pose dans le Swimsuit Issue de Sports Illustrated. Elle devient aussi l'égérie de la marque de cosmétiques Maybelline.
Au cours de sa carrière, elle participe aux campagnes publicitaires des marques Adidas, Calvin Klein, Diesel, H&M, Joe Fresh, Carolina Herrera, DKNY, Donna Karan, Nine West, Emporio Armani, Levi's, Stella McCartney, Ralph Lauren, Kenzo et Tommy Hilfiger.

### Vie privée
De 2014 à 2016, Marloes Horst fréquente l'acteur britannique Alex Pettyfer.
En couple avec Nick Eimers, elle donne naissance à un garçon, le 23 mai 2021.